# 羅登德冰原島峰
79°48′S 158°2′E / 79.800°S 158.033°E
羅登德冰原島峰（英語：Roadend Nunatak）是南極洲的冰原島峰，位於奧次地的達爾文冰川北部，處於巴斯琴山西北面7公里，由威靈頓維多利亞大學的探險隊繪命名。